# Arturo López
Arturo López, auch bekannt unter seinem Spitznamen Palitos, ist ein ehemaliger mexikanischer Fußballspieler auf der Position eines Verteidigers.

## Leben
Arturo López kam im Sonderturnier México 70 zu 9 und in der regulären Saison 1970/71 zu 24 Punktspieleinsätzen für seinen damaligen Verein Club Deportivo Guadalajara.
Außerdem spielte López für den Stadtrivalen Atlas Guadalajara und den Ligakonkurrenten Deportivo Toluca.